# 花日本日月贝
花日本日月贝（学名：Amusium japonicum balloti），是莺蛤目海扇蛤科日月蛏属的一种。主要分布于中国大陆，常栖息在潮下带水深10－40米、外海高盐区、沙、泥、岩石、石块底质。